# 韩青梅
韩青梅（1953年—），河北孟村人，回族，中华人民共和国政治人物，第十、十一届全国人民代表大会河北地区代表。
毕业于河北省委党校函授学院行政管理专业。加入中共，担任沧州市科技局党组书记、局长。2008年起担任全国人大代表。